# Château de Predjama
Le château de Predjama (en slovène grad Predjama, en allemand Höhlenburg Lueg) est un château situé à Postojna en Slovénie, à 9 km du bourg.
Il a été édifié au XIIIe siècle, à flanc de falaise, dans une énorme cavité, à 123 mètres au-dessus d’un gouffre karstique, afin de rendre son accès difficile.

## Historique
La première mention du château date de 1274, sous le nom allemand de Luegg, après avoir été construit par les patriarches d'Aquilée dans le style gothique. Il a ensuite été acquis et développé par la famille noble des Luegg, connue aussi sous le nom de « chevaliers d'Adelsberg » (Adelsberg étant le nom allemand de Postojna).
Il a été rendu célèbre par le chevalier Érasme Lüger ou Lueger (« Erazem Predjamski » en slovène) qui n'a pas de lien avec le célèbre humaniste néerlandais. Ce chevalier-brigand prit parti contre l’empereur autrichien Frédéric III au XVe siècle, alors que celui-ci guerroyait contre le roi hongrois Mathias Corvin Ier. Érasme Lüger se battit aux côtés du roi hongrois, mais celui-ci fut vaincu alors qu'Érasme avait tué un proche de l’empereur d’Autriche. Poursuivi par les troupes impériales, le chevalier-brigand se réfugia dans son château réputé imprenable, encastré dans une falaise karstique, et résista pendant un an, assiégé par le commandant de la garnison de Trieste mandaté par l'empereur, profitant des multiples grottes en arrière du château pour se ravitailler, ces grottes ayant d’autres débouchés extérieurs. Il fut finalement tué en 1484 à la suite d’une trahison d’un serviteur qui aurait averti les assiégeants qu’il se trouvait dans le seul endroit à portée des engins de tir : les latrines. La légende dit qu’il repose dans la localité de Predjama à portée de vue de son château, sous un immense tilleul planté par sa fiancée.
D’abord en Autriche-Hongrie, le château se trouvait de 1918, jusqu'à la fin de la Seconde Guerre mondiale, en territoire italien, dépendant de la province de Trieste, dans la municipalité de Postumia. En 1947, la région passe sous l'administration de la Yougoslavie socialiste et plus particulièrement de la république de Slovénie.

## Description

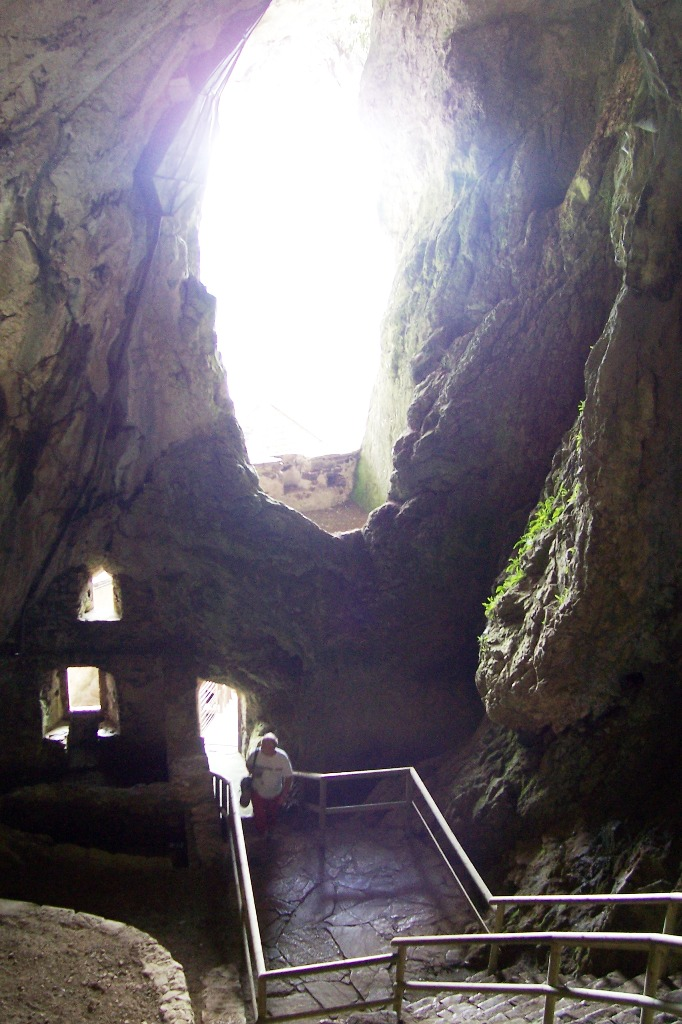
Une des grottes derrière le château.

L'aspect actuel du château est dû aux travaux de rénovation réalisés au XVIe siècle par Gallemberg Kobenzl, son propriétaire de l’époque.
L'ensemble est composé de trois parties : une partie centrale et deux ailes situées de part et d’autre, disposées un peu comme un triptyque d’église dans son état ouvert. Le château compte trente-huit pièces réparties sur six niveaux.
L’aile droite du château est la plus récente de l’édifice : du rez-de-chaussée jusqu’au troisième étage, elle date de l’époque Renaissance.
La partie centrale jusqu’au premier étage date de la période romane. Les deuxième et troisième étages datent de la période gothique.
L’aile gauche est de style roman jusqu’au deuxième étage. Les troisième et quatrième étages ont été rajoutés à l’époque gothique.
Au quatrième étage, un pont-levis à l’arrière (du côté falaise) permet de passer du château à une grotte aménagée qui a servi de repaire à Érasme Lüger.
Parmi les pièces du château, on trouve des salons, chapelles, salle de justice, salle de torture, cachots, etc.